# Kościół Chrześcijańskokatolicki w Szwajcarii
Kościół Chrześcijańskokatolicki w Szwajcarii (niem. Christkatholische Kirche der Schweiz) – kościół starokatolicki, będący członkiem Unii Utrechckiej Kościołów Starokatolickich. Kościół należy również do Światowej Rady Kościołów, Konferencji Kościołów Europejskich oraz Rady Kościołów Chrześcijańskich w Szwajcarii. Organem prasowym wspólnoty jest Christkatholisches Kirchenblatt. Zwierzchnikiem Kościoła jest bp dr Harald Rein.

## Historia
Kościół został założony 1 grudnia 1872 w Olten (Szwajcaria), podczas wiecu katolików szwajcarskich domagających się własnej organizacji Kościelnej. Twórcami Kościoła byli: Walter Munzinger i Eduard Herzog. Pierwsze parafie chrześcijańskokatolickie powstały w Starrkirch, Olsberg, Olten, Trimbach i Zurychu. W dniach 12–14 września 1873 r. w Konstancji odbywał się Kongres Starokatolików. Pierwszy synod Kościoła odbył się 14 czerwca 1875 w Olten. Uchwalono na nim konstytucję Kościoła i regulaminy.
Przyjęta wtedy Konstytucja Kościoła Chrześcijańskokatolickiego w Szwajcarii głosiła:
- Synod, w skład którego wchodzą wszyscy duchowni oraz wybrani przez parafię delegaci świeccy (od 1954 roku mężczyźni i kobiety), jest „najwyższym i decydującym organem Kościoła”. Na nim spoczywa troska o jedność życia kościelnego. On ustala powszechne zasady dotyczące kultu i dyscypliny, nie posiadając jednak własnych uprawnień w sprawach wiary. Obradom Synodu przewodniczy w dwuletniej kadencji na przemian osoba duchowna lub świecka.
- Rada Synodalna, która – włączając w to biskupa – składa się z czterech duchownych i pięciu świeckich, i której przewodniczący jest osoba świecką, jest „doradczą, wykonawczą i administracyjną władzą wspólnoty kościelnej”.
- Biskup ma „w granicach określonych przez konstytucję wszystkie prawa i obowiązki, które zgodnie z poglądami chrześcijańskokatolickimi przysługują episkopatowi lub które zostały na niego przeniesione przez Synod narodowy”. Oznacza to, iż biskup posiada biskupią władzę nauczania i władzę święceń w tradycyjnym katolickim zakresie, dzieląc jednocześnie władzę dyscyplinarną z Synodem i Radą Synodalną.
- Wyboru proboszczów dokonuje się zgodnie z istniejącymi ustawami państwowymi i zarządzeniami kościelnymi.

Na drugim Synodzie Kościoła który odbył się 7 czerwca 1876 roku w Olten dokonano wyboru pierwszego biskupa Kościoła, którym został Eduard Herzog. Sakrę biskupią otrzymał on 18 września 1876 r. z rąk niemieckiego biskupa starokatolickiego, Josefa Huberta Reinkensa, w Rheinfelden. 28 kwietnia 1876 r. władze szwajcarskie udzieliły formalnego zezwolenia na utworzenie Chrześcijańskokatolickiego Biskupstwa w Szwajcarii. 24 września 1889 Kościół podczas Konwencji Utrechckiej wraz z kościołami starokatolickimi Niemiec i Holandii utworzył Unię Utrechcką.
W 1876 r. na terenie Szwajcarii było 73 tys. starokatolików, obecnie ich liczba wynosi ok. 14 tys. wiernych należących do 33 parafii. Kościół posiada wielu profesorów teologii pracujących na Chrześcijańskokatolickim Wydziale Teologicznym w Bernie, zorganizował też wiele stowarzyszeń, m.in.: Szwajcarskie Stowarzyszenie do spraw Diaspory, Związek Chórów, Związek Stowarzyszeń kobiecych, Stowarzyszenie Mężczyzn, Młodzież Chrześcijańskokatolicką. Wydaje także czasopisma: „Międzynarodowe Czasopismo Kościelne” (IKZ), „Kościelna Gazeta Chrześcijańskokatolicka” („Chriskatholische Kirchenblatt”), „Obecność Chrześcijańskokatolicka” („Presence Catholique-chretienne", dla Szwajcarii francuskojęzycznej, "Rocznik Kościoła Chrześcijańskokatolickiego Szwajcarii" ("Jahrbuch der Christkatholischen Kirche der Schweitz”). Prowadzi ożywioną działalność liturgiczną wśród wiernych. Jest członkiem-założycielem Unii Utrechckiej Kościołów Starokatolickich.

### Biskupi Kościoła Chrześcijańskokatolickiego w Szwajcarii
Zwierzchnicy Kościoła Chrześcijańskokatolickiego w Szwajcarii na przestrzeni lat:
- 1876–1924 – bp prof. Eduard Herzog (1841–1924)
- 1924–1955 – bp prof. Adolf Küry (1870–1956)
- 1955–1972 – bp prof. Urs Küry (1901–1976)
- 1972–1986 – bp Léon Gauthier (1913–2003)
- 1986–2001 – bp dr h.c. Hans Gerny (1937–2021)
- 2002–2009 – bp Fritz René Müller (ur. 1939)
- od 2009 – bp Harald Rein (ur. 1957)

## Nauka Kościoła Chrześcijańskokatolickiego w Szwajcarii
Doktryna Starokatolicka opiera się na nauce niepodzielonego Kościoła Powszechnego pierwszych wieków, ujętej w ustaleniach Soborów Ekumenicznych. Starokatolicy najwyższą cześć oddają Bogu, wyznają wiarę w realną obecność ciała i krwi pańskiej w Eucharystii, zaś komunia jest udzielana pod dwiema postaciami: chleba i wina. Eucharystia nie jest w starokatolicyzmie powtórzeniem ofiary Chrystusa, a jej upamiętnieniem czy też uobecnieniem. W starokatolicyzmie istnieje również kult Maryi Panny, jednak odrzucany jest dogmat o jej Niepokalanym Poczęciu i Wniebowzięciu, zniesione zostały dogmaty przyjęte przez Kościół zachodni po rozłamie z Kościołem wschodnim. Starokatolicy oddają cześć także aniołom, apostołom, męczennikom i świętym. Kościół umożliwia spowiedź w konfesjonale, ale wiernym odpuszcza się grzechy także w trakcie mszy podczas spowiedzi powszechnej. Kościoły starokatolickie nie uznają nieomylności i władzy papieży. Liturgia celebrowana jest w języku niemieckim, bądź francuskim.

## Duchowni
Obecnie Kościół liczy 44 księży w 33 parafiach. Duchownym Kościoła starokatolickiego może być mężczyzna, który ukończył wyższe studia teologiczne na uniwersytecie oraz Seminarium Duchowne i zdał Egzamin Kościelny dopuszczający do święceń. Biskupem w Kościele starokatolickim może być kapłan wybrany przez Synod Ogólnokrajowy, konsekrowany przez przynajmniej trzech biskupów – członków Międzynarodowej Konferencji Biskupów Starokatolickich Unii Utrechckiej. Kapłanów nie obowiązuje celibat. W Kościele obowiązują stroje liturgiczne podobne jak w Kościele rzymskokatolickim.

## Administracja
Liturgia Kościoła Chrześcijańskokatolickiego w Szwajcarii sprawowana jest w 33. parafiach:
- Parafia w Aarau, proboszcz: ks. Hans Metzger
- Parafia św. Piotra i Pawła w Allschwil – Schönenbuch, proboszcz: ks. Viktor Jungo
- Parafia w Bazylei
- Parafia katedralna św. Piotra i Pawła w Bernie, proboszcz: ks. Christoph Schuler
- Parafia francuskojęzyczna w Biel/Bienne, proboszcz: ks. Rolf Reimann
- Parafia w Birsigtal, proboszcz: ks. Krzysztof Bächtold
- Parafia francuskojęzyczna Przemienienia Pańskiego w Chene-Bourg
- Parafia francuskojęzyczna w Genewie
- Parafia w Hägendorf
- Parafia w Kaiseraugst, proboszcz: ks. Peter Grüter
- Parafia francuskojęzyczna w La Chaux-de-Fonds
- Parafia francuskojęzyczna w Lancy-Carouge, proboszcz: ks. Jean-Claude Mokry
- Parafia św. Katarzyny w Laufen, proboszcz: ks. Denise Wyss
- Parafia francuskojęzyczna w Lozannie, proboszcz: ks. Nassouh Toutoungi
- Parafia w Lucernie, proboszcz: ks. Ioan Livius Jebelean
- Parafia św. Marcina w Magden
- Parafia w Möhlin, proboszcz: ks. Eugen Herzog
- Parafia francuskojęzyczna w Neuchâtel, proboszcz: ks. Anne-Marie Kauffmann
- Parafia w Obermupf, proboszcz: ks. Teunis Wijker
- Parafia św. Wiktora w Olsberg
- Parafia w Olten, proboszcz: ks. Olivier Voght
- Parafia w Rheinfelden, proboszcz: ks. Peter Grüter
- Parafia w Szafuzie, proboszcz: ks. Martin Bühler
- Parafia w St. Gallen
- Parafia francuskojęzyczna św. Pawła w St-Imier, proboszcz: ks. Rolf Reimann
- Parafia św. Piotra i Pawła w Starrkirch
- Parafia w Thun, proboszcz: ks. Christoph Schuler
- Parafia w Ticinese, proboszcz: ks. Marlies Dellagiacoma
- Parafia św. Krzyża w Trimbach
- Parafia w Wettingen, proboszcz: ks. Wolfgang Kunicki
- Parafia w Zofingen, proboszcz: ks. Marlies Dellagiacoma
- Parafia w Zurychu, proboszcz: bp dr Harald Rein
- Parafia św. Grzegorza w Zuzgen, proboszcz: ks. Martin Machytka